# هاورد أتوود كيلي
هوارد آتوود كيلي (بالإنجليزية: Howard Atwood Kelly) (1858 – 1943)، طبيب أمراض نسائية أمريكي، حاصل على درجة البكالورويس والماجستير في الطب من جامعة بنسلفانيا، يُعرف كيلي مع كلٍّ من ويليام أوسلر وويليام هالستيد وويليام ويلش بالأربعة الكبار، وهم الأساتذة المؤسِّسون لمستشفى جونز هوبكنز التعليمي في بالتيمور بولاية ميريلاند.
يرجع الفضل لكيلي في تأسيس اختصاص طب الأمراض النسائية كتخصُّص مستقل قائم بذاته، من خلال تطويره لأساليب جراحية وطرق علاجية جديدة في الأمراض النسائية، ويُنسب لكيلي أيضاً العديد من الابتكارات الطبية الهامة منها: منظار المثانة، ملقط كيلي، منظار كيلي.
أعرب العديد من معاصري كيلي عن شكوكهم في مهنيَّته وحياديَّته العلميَّة لكونه مسيحيَّاً أصولياً إلى حد التزمت.

## النشأة وتعليمه
ولد هوارد كيلي في نيوجيرسي 1858، كان لعائلة كيلي تاريخ سياسي حافل فجدُّه الأكبر مايكل هيليغاس كان أول أمين خزانة في تاريخ الولايات المتحدة الأمريكية، نشأ كيلي في صغره مع تأثير ديني قوي من والديه وخصوصاً والدته، خلال الحرب الأهلية عاش كيلي مع أمه في تشيستر أثناء مشاركة والده في الحرب، وخلال تلك الفترة قضى كيلي وقت فراغه في مراقبة الطبيعة بحيواناتها ونباتاتها ودراسة الكتاب المقدَّس مع والدته، وفي عام 1867 دخل كيلي معهد فاريس وهناك أظهر اهتماماً باللغات وعلم الأحياء والعلوم الطبية وعلم النبات، وفي عام 1873 بدأ تعليمه الجامعي في كلية الطب بجامعة بنسلفانيا، وخلال سنوات الدراسة كان رئيساً لجمعية فرانكلين العلميَّة، وفي عمر السابعة عشرة أصبح عضواً في أكاديميَّة فيلادلفيا للعلوم الطبيعيَّة، وحصل على درجة البكالوريوس في الطب عام 1877.

## المهنة

### التعليم الطبي
في عام 1877 التحق بقسم التشريح في كلية الطب في جامعة بنسلفانيا، وفي عام 1882 تخرَّج برتبة معيد في التشريح المرضي، قام كيلي بإقامته الطبية في مستشفى أسقفية كنسينغتون في بنسلفانيا، ولم يمارس اختصاص الأمراض النسائية في المستشفى بل في عيادة خاصة به في منزله، لاحقاً تبرَّعت مجموعة من نساء فيلادلفيا المُحسنات بمبلغ كبير لكيلي لإنشاء عيادة نسائية رسمية مع غرفة عمليات في ساحة نوريس، والتي أصبحت لاحقاً مستشفى كنسينغتون للنساء وسادس مستشفى نسائي في الولايات المتحدة الأمريكيَّة، وفي هذه المستشفى أجرى أول عملية قيصرية ناجحة في فيلادلفيا، وابتدع «عملية كيلي» لعلاج السلس البول العصبي عند النساء، واكتسب سمعةً وشهرةً كبيرة كمُبتكر للتقنيَّات والأساليب الجراحيَّة خلال هذا الوقت.
سافر كيلي إلى إنكلترا واسكتلندا وألمانيا بين أعوام 1886 – 1888 لتعزيز مهارته في جراحة البطن والحوض والاستفادة من خبرة الجرَّاحين هناك، ففي لايبزيغ تحت إشراف ماكس ساينغر اكتسب خبرةً في التداخلات الجراحية على الحالب عند النساء ، وفي برلين عمل مع أخصائي علم الأمراض رودولف فيرشو للبحث عن أفضل طريقة لمفاغرة الحالب المقطوع، وفي براغ تعلَّم تنظير المثانة والحالب تحت إشراف باريل باوليك، وفي عام 1888 عاد إلى جامعة بنسلفانيا ليصبح أستاذاً لأمراض النساء والتوليد بناءً على توصية من الطبيب الشهير ويليام أوسلر.

## العمل في مستشفى جونز هوبكنز
في عام 1889 استقدم ويليام أوسلر كيلي إلى جامعة جونز هوبكنز ليصبح أستاذاً ورئيساً لقسم الأمراض النسائية فيها، وأصبح أوسلر مع كيلي وهالستد وويلش الأعضاء المؤسِّسين لمستشفى جونز هوبكنز التعليمي وعرفوا «بالأربعة الكبار»، بعد ثلاث سنوات له في بالتيمور أسَّس هاورد كيلي مستشفى كيلي الذي بقي في الخدمة حتى عام 1938، كان كيلي يعمل بشكل مجاني في هوبكنز ولم يتلقَ أي مبالغ مالية على عمليَّاته الجراحية، ولكنَّه جمع ثروة طائلة في عيادته الخاصة مقابل خدماته الجراحيَّة والطبيَّة للمرضى.
أصبح مستشفى جونز هوبكنز بفضل كيلي وزملائه أحد أبرز المستشفيات في الولايات المتحدة الأمريكية والعالم، وتصدَّر قائمة أفضل المستشفيات في أمريكا لمدة 21 عاماً متتالياً، واستمرَّ في موقع الصدارة حتى عام 2012 عندما انتزع مستشفى ماساتشوستس العام المرتبة الأولى ولكنَه عاد للصدارة في عام 2013، ويحتل مستشفى جونز هوبكنز حالياً المرتبة الثالثة على قائمة أفضل المستشفيات في الولايات المتحدة الأمريكية.
العديد من الإنجازات الهامة تحقَّقت في هذا المستشفى التعليمي مثل: أول عملية تغيير جنس، اكتشاف الأنزيمات التي ساهمت في ظهور الهندسة الوراثية، اكتشاف النواقل العصبية الأفيونية، تطوير العديد من أنواع الخلايا الجذعية، اكتشاف ثلاثة أنواع من فيروس شلل الأطفال، تطوير العديد من تقنيات جراحة القلب وأهمها استخدام الهيبارين واستخدام وصلات ودارات قلبية متطورة.

## إنجازاته الطبية
في تسعينات القرن التاسع عشر تعمَّق كيلي في الأمراض النسائية البولية، ويُنسب له الفضل في تأسيس اختصاص الأمراض النسائية كتخصُّص طبي مستقل وقائم بذاته، ومن خلال كتابه التعليمي «العمليات الجراحية النسائية» وضع منهاجاً مدرسيَّاً منتظماً للطب وللجراحة النسائية خصوصاً، وطوَّر العديد من الإجراءات الجراحية أشهرها «قطبة كيلي»، كما اخترع أدوات وأجهزة جراحية متنوعة، وحدَّد «علامة كيلي» وهي طريقة تُسهِّل العثور على الحالب أثناء العمليات الجراحيَّة لأنَّ الحالب عادةً ما يكون ملتصقاً بالبريتوان بدلاً من مكانه الطبيعي على حافة العضلة القطنية، وتعتمد هذه الطريقة على الضغط على الحالب لاكتشاف الحركات الحويَّة للحالب الناتجة عن تقلُّص عضلاته.
كما طوَّر كيلي طُرقاً أفضل لفحص وتنظير المثانة تفوَّقت على تلك التي تعلَّمها من باريل باوليك في أوروبا، واخترع مجموعة من الأجهزة والأدوات لفحص المستقيم والمهبل بعضها مُصمَّم خصيصاً للعذارى [17]، واخترع أيضاً «ملقط كيلي» وهو ملقط منحنٍ يشبه المقص ولكن دون شفرة أو أسنان حادة، ويستخدم خصوصاً للإمساك بالأوعية لإيقاف النزف أثناء العمل الجراحي، يعتبر ملقط كيلي من بين أشهر الأدوات الجراحية وأكثرها استخداماً، وهناك أنواع معدلة منه منها «ملقط التمساح».
أوصى كيلي أيضاً باستخدام أكسيد النيتروز NO في التخدير، والخيوط القابلة للامتصاص أثناء العمليات الجراحية، والأضواء الكهربائية لتحسين الإضاءة أثناء الجراحة ، واخترع أنواع مختلفة من الضمادات العقيمة تحتوي طبقتين من الشاش ويود وبودرة حمض البوريك التي توفِّر تندُّب جيد للجرح وعقامة تامة
وفي أواخر تسعينات القرن التاسع عشر، ركَّز كيلي اهتمامه على السرطانات النسائية، واقترح ربط الشريان الحرقفي الباطن للحد من النزف الناتج عن سرطان عنق الرحم وسرطان بطانة الرحم، وهو الأسلوب الذي سيتمُّ اعتماده لاحقاً لإيقاف نزف ما بعد الولادة، وفي عام 1904 استخدم كيلي الراديوم لعلاج أورام الرحم الخبيثة والأورام الليفية، ونشرت هذه التقنيات الجديدة في مجلة الجمعية الطبية الأمريكية في عام 1914 ولقيت رواجاً وترحيباً واسعاً وقتها من قبل الأطباء وعلماء الفيزياء الطبية، بالإضافة لذلك كان في عيادة كيلي الخاصة حوالي 5.5 غرام من الراديوم المشع، وأصبحت عيادته من المراكز الرائدة في الولايات المتحدة الأمريكية للعلاج الشعاعي للسرطان وخصوصاً الأورام النسائية.

## التوثيق الطبي
عندما كان كيلي يكتب كتابه الشهير «العمليات الجراحية النسائية» تعاون مع مؤسس علم التوثيق الطبي ماكس برودل، لازم برودل كيلي أثناء العمليات الجراحية وأخذ العديد من الصور والرسوم التوضيحية لهذه العمليات والتي نُشرت لاحقاً في هذا الكتاب التعليمي ، كان كيلي يعتبر أنَّ أحد أهم إسهاماته في الطب هو إحضار برودل إلى بالتيمور، وتشجيعه على القيام بالأبحاث والتوثيق الطبي في مستشفى جونز هوبكنز، ولاحقاً دعا كل من هيرمان بيكر وأوغست هورم للانضمام لفريق التوثيق الطبي هذا، ساهم التوثيق الطبي الذي نشأ في جامعة جونز هوبكنز ومشفاها التعليمي في تقديم إضافة حقيقيَّة للطب وتطوير الدراسات والأبحاث الطبية.

## التعليم والتأليف
لم يقتصر تأثير كيلي على الجراحة بل تعدَّاه إلى المجال الأكاديمي والتدريسي أيضاً، فقد شجع المُتدربين والأطباء المقيمين على القيام بالتجارب الجديدة، وساعد طلابه ومساعديه على نشر أعمالهم وأبحاثهم الخاصة، ورفض الطريقة التقليدية في التدريس التي تعتمد على إلقاء المحاضرات أو إجراء العمليات في مدرج كبير يكتظ بالطلاب لأنَّ الفائدة ستكون محدودة، وفضَّل بدلاً من ذلك تقسيم الطلاب لمجموعات صغيرة يحضرون العمليات الجراحية ويتابعون الجولات الطبية والفحص السريري للمرضى.
في ختام حياته المهنية كان كيلي قد كتب أكثر من 550 مقالاً وكتاباً، شملت مواضيع هامة من أبرزها: استئصال الزائدة الدودية، واستخدام الراديوم في علاج السرطان، والجراحة النسائية، وقثطرة الحالب، بالإضافة لمنشورات عن تاريخ الطب والدين والفلك والجيولوجيا وعلم النبات وغيرها.

## حياته الشخصية

### العائلة
تزوج كيلي في دانزيك ألمانيا عام 1889 من امرأة ألمانية تدعى أوليغا بريدو ابنة الدكتور جوستون بريدو، قضوا معاً شهر العسل في باريس في فرنسا واستقروا لاحقاً في بالتيمور، وهناك قاموا بتربية أولادهم التسعة في منزل كبير يتكون من خمسة طوابق وثمان غرف نوم ومكتبة كبيرة، قام كيلي بتربية أبنائه بطريقة دينية مسيحية، ولاحقاً أصبح أحدهم وهو إدموند كيلي طبيباً.

### علم الطبيعة
استمرَّ اهتمام كيلي بعلوم الطبيعة والنبات حتى آخر أيام حياته، واحتفظ في منزله بأقفاص تحتوي العديد من أنواع الزواحف، وتعلَّم التعامل مع الأفاعي الجرصية واستخلاص السموم منها، لاحقاً حصل كيلي على لقب المنسق الفخري لجمعية الزواحف والبرمائيات في جامعة ميشيغن.
اهتمَّ كيلي بالنباتات أيضاً، وخصوصاً بالفطريات فقد جمع الكثير منها ودرس أنواعها وكتب العديد من الملاحظات عنها، وفي عام 1924 وبمساعدة لويس كريغر نشر كتاباً مصوَّراً يحوي صوراً ومعلومات مفصَّلة عن 7000 آلاف نوع من الفطور التي كان يحتفظ بها، وفي عام 1928 تبرَّع بهذه المجموعة كاملةً لجامعة ميشيغن ومازالت موجودة فيها إلى يومنا هذا تحت اسم مكتبة كيلي وكريغر للفطريات.
كما جمع كيلي العملات المعدنية، وعينات المعادن، والفخار المكسيكي، ومصابيح الزيت القديمة، واحتوت مجموعته أيضاً على بعض الرؤوس المتقلصة، وكان لديه كبينة خشبية على بحيرة إيهميك مع مكتبة خاصة ومجاهر ونظارات وتلسكوب لمراقبة النجوم.

### الديانة
بدأ كيلي حياته الدينية في سن مُبكِّرة مع والدته التي كانت تعلِّمه الكتاب المقدس، وفي مراهقته كان يستطيع قراءة الإنجيل باللغة اليونانية والعبرية، وقام بنشر نصوص العهد الجديد بين زملائه مما أوضح بشكلٍ جليٍّ محاولاته المُبكرة للتبشير، وواظب على الصلاة وقراءة الكتاب المُقدَّس طوال حياته، وألف عدة كتب عن الدين من أشهرها الرجل المتعلم والكتاب المقدس.
كان كيلي يقوم بالصلاة في المستشفى قبل كل عمل جراحي، وفي منزله كان يلقي خُطباً طويلة على مسامع أفراد عائلته بعد كل عشاء أحد، وفقاً لمعتقداته كان كيلي من معارضي وسائل منع الحمل، وحارب الدعارة ورفض معاقبة المخطئين من أمثال البغايا السابقات بل سعى لتوفير السكن والمال لهم إذا أقلعوا عن فعل الرذيلة واعتنقوا الديانة المسيحية.
كتب أحد الصحفيين عن إخلاص كيلي الديني: ينهض كيلي من سريره قبل صياح الديك، ويبدأ بالترانيم فيقرأ فصلين أو ثلاثة من العهد القديم باليونانية، ثمَّ يبدأ نهاره بالصلوات وطلب البركة وغيرها من الشعائر الدينية المختلفة.

## الوفاة
توفي هوارد كيلي وزوجته في 12 يناير 1943، وكان حينها يبلغ من العمر 84 عاماً، عقدت الجنازة المشتركة للزوجين في الكنيسة التذكارية الأسقفية، ودفن الزوجان في مقبرة وودلاون في بالتيمور.

## روابط خارجية
- هاورد أتوود كيلي على موقع الموسوعة البريطانية (الإنجليزية)